# Французская академия
Францу́зская акаде́мия (фр. Académie française, [a.ka.de.mi fʁɑ̃.sɛz]) — научное учреждение во Франции, целями которого является изучение французского языка, литературы, регулирование языковой и литературной нормы французского языка. Является частью Института Франции. Ежегодно академия вручает около 60 литературных премий.

## История создания
Возникла как частное общество в 1625 году в доме Валантена Конрара; благодаря кардиналу Ришельё и его жалованной грамоте от 29 января 1635 года, была принята под покровительство короны и получила королевское субсидирование. Как указывалось в грамоте, академия была создана, «чтобы сделать французский язык не только элегантным, но и способным трактовать все искусства и науки». 10 июля 1637 года в Лувре произошло её первое публичное заседание.

В числе первых членов академии были:
- Валантен Конрар,
- Жан Демаре де Сен-Сорлен,
- Жан Ожье де Гомбо,
- Франсуа Лё Метель де Буаробер,
- Жан Шаплен,
- Николя Фаре,
- Антуан Годо,
- Франсуа Мейнар,
- Марен Леруа де Гомбервиль,
- Гийом Кольте,
- Жан-Луи Гез де Бальзак,
- Онора де Бюэй (маркиз де Ракан),
- Клод Фавр де Вожла,
- Марк-Антуан Жирар де Сент-Аман,
- Венсан Вуатюр.

В 1694 году академия издала лексикон, известный под названием «Французского академического словаря» (Dictionnaire de l’Académie française).
Академия была уничтожена в 1793 году французской революцией. Через два года восстановлена как часть Французского института.

## Членство
Академия насчитывает 40 членов. Избрание в академию является пожизненным, академиков называют «бессмертными» (фр. les immortels) согласно девизу академии, введённому ещё при Ришельё — «Для бессмертия» (À l’immortalité); знак отличия, начиная со времён Наполеона III, — зелёный фрак (фр. habit vert). После смерти академика на его место (кресло, фр. fauteuil) выбирают нового; вновь избранный член в день своего «принятия под своды академии» должен произнести речь в честь своего покойного предшественника.
Ряд академиков по разным причинам не были торжественно «приняты» в академию, среди них Жорж Клемансо и Ален Роб-Грийе; большинство из них сами отказались от этой церемонии, но в 1923 году был случай, когда речь в честь предшественника была сочтена неудовлетворительной и академик отказался её переделывать.
После Второй мировой войны несколько академиков были исключены по приговору суда за коллаборационизм, среди них — маршал Филипп Петен. При этом место Петена, а также место философа-националиста Шарля Морраса по предложению непременного секретаря академии Жоржа Дюамеля было объявлено вакантным, но при их жизни не замещалось (в отличие от двух других коллаборационистов, Абеля Боннара и Абеля Эрмана).
Иногда в академию выбирают людей, известных прежде всего не как писатели или учёные, а как военные или политики (хотя обычно такие академики имеют те или иные публикации, мемуары и прочее).

## Список действующих членов академии
| Номер места | Имя                  | Год рождения         | Избрание             |
| ----------- | -------------------- | -------------------- | -------------------- |
| 1           | Клод Дажан           | 1940                 | 2008                 |
| 2           | Дани Лаферьер        | 1953                 | 2013                 |
| 3           | вакантно с 2021 года | вакантно с 2021 года | вакантно с 2021 года |
| 4           | Жан-Люк Марион       | 1946                 | 2008                 |
| 5           | Андрей Макин         | 1957                 | 2016                 |
| 6           | Кристиан Жамбе       | 1949                 | 2024                 |
| 7           | Жюль Офман           | 1941                 | 2012                 |
| 8           | Даниэль Рондо        | 1948                 | 2019                 |
| 9           | Патрик Гренвиль      | 1947                 | 2018                 |
| 10          | вакантно с 2025 года | вакантно с 2025 года | вакантно с 2025 года |
| 11          | вакантно с 2025 года | вакантно с 2025 года | вакантно с 2025 года |
| 12          | Шанталь Тома         | 1945                 | 2021                 |
| 13          | Маурицио Серра       | 1955                 | 2020                 |
| 14          | вакантно с 2023 года | вакантно с 2023 года | вакантно с 2023 года |
| 15          | Фредерик Виту        | 1944                 | 2001                 |
| 16          | Рафаэль Гайяр        | 1976                 | 2024                 |
| 17          | Эрик Орсенна         | 1947                 | 1998                 |
| 18          | вакантно с 2025 года | вакантно с 2025 года | вакантно с 2025 года |
| 19          | Сильвиана Агасински  | 1945                 | 2023                 |
| 20          | вакантно с 2025 года | вакантно с 2025 года | вакантно с 2025 года |

| Номер места | Имя                  | Год рождения         | Избрание             |
| ----------- | -------------------- | -------------------- | -------------------- |
| 21          | Ален Финкелькрот     | 1949                 | 2014                 |
| 22          | Ален Аспе            | 1947                 | 2025                 |
| 23          | Пьер Розенберг       | 1936                 | 1995                 |
| 24          | Франсуа Сюро         | 1957                 | 2020                 |
| 25          | Доминик Фернандес    | 1929                 | 2007                 |
| 26          | Жан-Мари Руар        | 1943                 | 1997                 |
| 27          | вакантно с 2025 года | вакантно с 2025 года | вакантно с 2025 года |
| 28          | Жан-Кристоф Рюфен    | 1952                 | 2008                 |
| 29          | Амин Маалуф          | 1949                 | 2011                 |
| 30          | Даниэль Салльнав     | 1940                 | 2011                 |
| 31          | Майкл Эдвардс        | 1938                 | 2013                 |
| 32          | Паскаль Ори          | 1948                 | 2021                 |
| 33          | Доминик Бона         | 1953                 | 2013                 |
| 34          | Франсуа Чен          | 1929                 | 2002                 |
| 35          | Антуан Компаньон     | 1950                 | 2022                 |
| 36          | Барбара Кассен       | 1947                 | 2018                 |
| 37          | Мишель Зенк          | 1945                 | 2017                 |
| 38          | Марк Ламброн         | 1957                 | 2014                 |
| 39          | Жан Клер             | 1940                 | 2008                 |
| 40          | Ксавье Даркос        | 1947                 | 2013                 |